# Nardi Suxo
Nardi Suxo, née le 23 février 1961 à La Paz, est une femme politique et diplomate bolivienne. 
Elle est ministre de la Transparence institutionnelle et de la lutte contre la corruption du pays de 2006 à 2015, pendant le premier et le deuxième gouvernements du président Evo Morales. Durant son mandat, l’État bolivien récupère environ 800 millions de bolivianos (115 millions de dollars).
Elle est ensuite représentante permanente aux Nations unies à partir de 2015, puis ambassadrice de Bolivie en Autriche, en Croatie, en Hongrie et en Slovaquie de juin à novembre 2019, jusqu'à la chute de Morales.

## Biographie

### Jeunesse, formation, débuts professionnels
Nardi Elizabeth Suxo Iturry naît selon les sources soit à La Paz le 23 février 1961, soit à Pomata au Pérou le 26 septembre 1955. Elle est la fille de Humberto Suxo et de Yolanda Angélica Iturry Gutiérrez.
Elle poursuit des études supérieures de droit à l'université supérieure de San Andrés, dont elle est diplômée. Elle obtient plus tard un diplôme en droits de l'homme de l'université Charles III de Madrid.
Au cours de sa vie professionnelle, elle est directrice de la Fondation Carter en Bolivie. Elle est la deuxième adjointe déléguée dans le domaine des droits de l'homme au bureau du médiateur. Elle est aussi directrice de l'Institut de recherche juridique de l'université catholique bolivienne.

### Ministre de la Transparence institutionnelle et de la Lutte contre la corruption
Après l'élection d'Evo Morales comme président de la Bolivie, Nardi Suxo devient l'un des premiers ministres du gouvernement du régime du Mouvement pour le socialisme (Movimiento al Socialismo, MAS). Le 23 janvier 2006, Evo Morales la nomme ministre du nouveau ministère de la Transparence institutionnelle et de la Lutte contre la corruption. Elle occupe ces fonctions ministérielles pendant neuf ans, jusqu'en 2015, devenant ainsi l'un des ministres les plus anciens du gouvernement, avec Luis Alberto Arce Catacora, David Choquehuanca et Roberto Iván Aguilar Gómez.
Pendant son mandat ministériel, environ 800 millions de bolivianos (115 millions de dollars américains) sont récupérés par le gouvernement, et plus de cent fonctionnaires sont condamnés pour des faits de corruption.
Des campagnes de sensibilisation sont menées auprès de la population bolivienne, avec une « caravane de la transparence » parcourant diverses villes et villages,.
Nardi Suxo quitte son poste de ministre de la Transparence et de la Lutte contre la corruption le 22 janvier 2015 ; elle est remplacée par Lenny Valdivia.

### Carrière diplomatique
Le 24 mars 2015, Nardi Suxo présente au Sénat un projet visant à devenir la représentante du pays auprès des Nations Unies et d'autres organisations internationales à Genève. Elle présente officiellement ses lettres de créance comme représentante permanente le 13 mai 2015. 
En 2018, elle est nommée juge à la Cour interaméricaine des droits de l’homme. Mais cette nomination échoue avec les fortes objections de la part de groupes de citoyens militants et de partis d'opposition, alléguant qu'elle avait évité d'agir dans certaines affaires de corruption impliquant des fonctionnaires haut placés au sein du gouvernement.
Nardi Suxo est nommée le 22 mai 2019 ambassadrice de Bolivie en Autriche, et en même temps en Croatie, en Hongrie et en Slovaquie, lors d'une séance à huis clos du Sénat bolivien. Le 2 juin 2019, elle prête serment comme ambassadrice devant Diego Pary Rodríguez, le ministre des Affaires étrangères de Bolivie. Elle est en même temps représentante auprès de l'Agence internationale de l'énergie atomique, et ratifie les conventions de sûreté nucléaire.
Elle est démise de ses fonctions d'ambassadrice dans ces pays le 15 novembre 2019, cinq jours après la chute de Morales.